# Jonathan Gems
Pour les articles homonymes, voir Gems.
Jonathan Gems est un scénariste britannique, né en 1952, occasionnellement acteur et réalisateur. Il est le fils de la dramaturge Pam Gems (en).

## Filmographie

### Cinéma
Scénariste
- 1980 : Van Morrison in Ireland (en)
- 1987 : Sur la route de Nairobi
- 1996 : Mars Attacks!
- 1998 : The Treat

Acteur
- 1998 : The Treat

Réalisateur
- 1998 : The Treat

## Distinctions
Nominations
- Saturn Award :
  - Saturn Award du meilleur scénario 1997 (Mars Attacks!)
- Prix Hugo :
  - Meilleur film 1997 (Mars Attacks!)